# Limonadnica
Limonadnica, pogovorno žajfnica, angleško soap opera, je televizijska nadaljevanka, navadno z velikim številom nadaljevanj, v kateri so izpostavljeni medosebni odnosi in pretirano čustveno doživljanje oseb.
Beseda žajfnica je povzeta po angleškem izrazu soap opera, kjer soap pomeni milo, saj so prvotne limonadnice, ki so jih predvajali po radiu, sponzorirali izdelovalci čistil za dom.
Med bolj znane limonadnice, predvajanje v Sloveniji, spadajo Mestece Peyton (Peyton Place) (TV Ljubljana), Dinastija (TV Ljubljana), Dallas (TV Ljubljana), Santa Barbara (TV Slovenija, POP tv), Drzni in lepi (The Bold and the Beaufiful) (POP tv), Luč svetlobe (Guiding Light) (Kanal A), Another World (Kanal A), Mladi in nemirni (Young and the Restless) (Kanal A) in Sunset Beach (Kanal A).
Med limonadnice štejemo tudi na primer serije Melrose Place, Beverly Hills, 90210, Models inc. ter jugoslovanske serije kot sta Pozorište u kući (1972-1984)  in Bolji život (1987–1991). Med uspešnejše limonadnice v naši okolici štejemo tudi Gute Zeiten, schlechte Zeiten (Dobri časi, slabi časi).

## Slovenske limonadnice
| Naslov serije       | TV Program   | Leta          | Št. sezon | Št. epizod | Glavni igralci | Avtorji                                                | Produkcija |
| ------------------- | ------------ | ------------- | --------- | ---------- | --- | ------------------------------------------------------ | ---------- |
| Čokoladne sanje     | TV Slovenija | 2004          | 1         | 10         | Iva Kranjc, Sebastijan Cavazza, Matjaž Javšnik, Tina Gorenjak, Marijana Brecelj, ... | Tomaž Grubar, Vojko Anzeljc, Sašo Kolarič, Aleš Žemlja | Mangart    |
| Strasti             | TV Slovenija | 2008-2009     | 1         | 60         | Katarina Čas, Jože Vunšek, Inti Šraj, Dario Varga, Ajda Smrekar, Marko Derganc, Miha Rodman, Eva Jurca, Jonas Žnidaršič, ... | Jure Pervanje                                          | VPK        |
| Ena žlahtna štorija | Planet TV    | 2015-še traja | 5         | 255        | Janez Starina, Vesna Pernarčič, Ana Dolinar, Medea Novak, Ajda Smrekar, Matjaž Javšnik, Ranko Babič, Stane Tomazin, Vojko Belšak, Primož Forte, Kristijan Guček, ... | Tomaž Grubar, Vojko Anzeljc, Sašo Kolarič              | Mangart    |
| Usodno vino         | POP tv       | 2015-2017     | 4         | 283        | Inja Zalta, Klemen Janežič, Tjaša Železnik,Saša Pavlin Stošić, Zvone Hribar, Gregor Gruden, Iztok Jereb, Judita Zidar, Darja Reichman, Aljaž Jovanovič, Teja Glažar, Nina Ivanič, Janez Hočevar - Rifle, Jan Bučar, Jernej Kuntner, Miha Rodman, Mojca Funkl, Ludvik Bagari, Rok Matek, Nina Ivanišin, Aljaž Tepina | Búrlivé víno, TV Markíza                               | Perfo      |
| Reka ljubezni       | POP tv       | 2017          | 4         | 300        | Marijana Brecelj, Tadej Pišek, Voranc Boh, Lara Komar, Branko Šturbej, Mojca Funkl, Nina Ivanič, Gregor Gruden, Aleš Valič, Ana Urbanc, Blaž Setnikar, Vojko Belšak, Teja Glažar, Blaž Valič, Renato Jenček, Ludvik Bagari, Jožef Ropoša                                                                            | Nataša Drakulič, Irena Štaudohar                       | Perfo      |
| Gorske sanje        | Planet TV    | 2018          | 1         |            | |                                                        | Mangart    |
| Najini mostovi      | POP tv       | 2020          | 1         |            | |                                                        | Perfo      |